# Štěchovice (Strakonicei járás)
Štěchovice falu és önkormányzat (obec) Csehország Dél-csehországi kerületének Strakonicei járásában. A falu Strakonicétől mintegy 11 km-re nyugatra, České Budějovicétől 61 km-re északnyugatra, és Prágától 105 km-re délnyugatra fekszik. Štěchovice Novosedly, Kraselov, Volenice, Kladruby és Kalenice településekkel határos. Lakosainak száma 197 fő (2024. január 1.).
A település első írásos említése 1408-ből származik.

## Népesség
A település lakosságának változását az alábbi diagram mutatja:
| Lakosok száma | 534  | 471  | 450  | 306  | 251  | 223  | 223  | 220  | 204  | 197  |
|               | 1869 | 1890 | 1921 | 1950 | 1980 | 2001 | 2017 | 2019 | 2022 | 2024 |

## Nevezetességek
- Nepomuki Szent János kápolna a főtéren.